# Lupe Inclán
Guadalupe Inclán Delgado (San Luis Potosí, 2 de octubre de 1895-Ciudad de México, 25 de junio de 1956), conocida como Lupe Inclán, fue una actriz mexicana.

## Biografía y carrera
Guadalupe Inclán Delgado nació el 2 de octubre de 1895 San Luis Potosí, siendo hija de María de Jesús Delgado y Miguel Inclán García, quien dirigía una compañía de teatro itinerante, así también como hermana del actor Miguel Inclán.
El 31 de diciembre de 1919, debutó como actriz en el teatro principal con la obra teatral 19-20. Sin embargo, dicha puesta en escena fue mal recibida porque en ella se exaltaba la figura del expresidente Porfirio Díaz, por lo que el público, que aún no consentía el reconocimiento de los aciertos del generalísimo, cometió una serie de desmanes que culminaron con la clausura del foro y el arresto del director Eduardo Pastor. Tras este fracaso inicial, empezó a trabajar como actriz en las compañías teatrales de María del Carmen Martínez, los hermanos Tarazona, y Julio Taboada, en las que obtuvo éxito por sus interpretaciones de «peladitas», personajes cuyas características eran la de una persona percibida como vulgar, de mal gusto, sin urbanidad o civismo, de origen indígena, o de bajos recursos. En 1920, procreó a dos hijas gemelas, a las que bautizo como Gloria Alicia y Elena. En 1936, sus hijas debutaron como actrices en el Teatro de las Tandas, localizado en Cuernavaca, donde se presentaron como «las cuatitas». En 1939, hizo su debut en el cine con un pequeño papel no acreditado en el filme Corazón de niño. 
En 1941, su hija Gloria Alicia junto a su esposo, el actor Alfonso Jiménez «el kilométrico», dio a luz a su nieto Rafael Inclán, quien al igual que ella y sus padres, también se convirtió en actor al crecer. A inicios de la misma década de 1940, Lupe se incorporó a tiempo completo a producciones cinematográficas, en las que se estableció como actriz de reparto durante toda su filmografía. Partiendo de lo anteriormente dicho, algunos de sus trabajos más destacados en películas los hizo en cintas como María Candelaria de 1944, Capullito de alhelí de 1945, Allá en el Rancho Grande y Soy charro de levita, ambas de 1949, Primero soy mexicano de 1950, El revoltoso de 1951, y Las aventuras de Pito Pérez de 1957.

### Muerte
El 25 de junio de 1956, Inclán falleció en la Ciudad de México a los 61 años de edad. Su cuerpo fue enterrado en su tumba familiar, localizada dentro de la parcela de la Asociación Nacional de Actores (ANDA) del Panteón Jardín, ubicado en la misma ciudad.[cita requerida]

## Filmografía

### Cine
- El revoltoso (1951)

## Nominaciones

### Premios Ariel
| Año  | Categoría        | Película                 | Resultado |
| ---- | ---------------- | ------------------------ | --------- |
| 1947 | Actriz de cuadro | Capullito de alhelí      | Nominada  |
| 1950 | Actriz de cuadro | Allá en el Rancho Grande | Nominada  |